# 黄脊游蛇
黄脊游蛇又名黃脊東方蛇（学名：Orientocoluber spinalis）为游蛇科東方蛇属下的唯一一種，俗名希日-苏打勒图-毛盖、白线子、白脊蛇、长虫、黄脊蛇。分布于哈萨克斯坦、俄罗斯、蒙古、朝鲜以及中国大陆的北京、天津、河北、山西、内蒙古、辽宁、吉林、黑龙江、江苏、山东、河南、陕西、甘肃、新疆等地，常栖息于平原、丘陵、山麓或河床等较开阔地区、河流附近以及旱地或林区。其生存的海拔范围为1780至2100米。

## 保护
本种于2023年被收录入《有重要生态、科学、社会价值的陆生野生动物名录》。